# Domenico Margiotta
Domenico Margiotta era un escritor antimasónico italiano y probablemente antiguo maestro masón del grado 33°, 90°, 96° del orden masónico oriental de Memphis-Misraïm. Tenía diplomas universitarios en letras y filosofía. 

## Biografía
Sus libros, inspirados por los de Léo Taxil, en referencia al enlace entre el Palladismo, la masonería y Albert Pike, acusó al maestro masón italiano Adriano Lemmi, antiguo Gran Maestro del Grande Oriente de Italia de satanismo y de brujería. Esas acusaciones fueron denunciadas como una broma.

## En ficción
Margiotta aparece en El cementerio de Praga, la novela histórica de Umberto Eco.